# Quốc hội Lào
Quốc hội Lào (tiếng Lào: ສະພາແຫ່ງຊາດ, Sapha Heng Xat) là quốc hội đơn viện của Lào, được thành lập dựa theo hình thức hiện tại bởi Hiến pháp Lào năm 1991 để thay thế Hội đồng Nhân dân Tối cao. Sau cuộc bầu cử tháng 12 năm 1997, số ghế đã tăng lên đến 99, một cấu trúc mới đã được công bố và Samane Vignaket được bầu làm Chủ tịch Quốc hội. Quốc hội thường họp tại thủ đô Viêng Chăn. Ngoài ra, quốc hội đại diện cho quyền, quyền hạn và quyền lợi của các bộ tộc Lào. Quốc hội là cơ quan lập pháp có quyền ra quyết định các vấn đề cơ bản của đất nước, giám sát cơ quan hành pháp, tòa án nhân dân và viện kiểm sát. Quốc hội Lào gồm 99 đại biểu với nhiệm kỳ 5 năm, các đại biểu do cử tri trực tiếp bầu ra theo nguyên tắc phổ thông đầu phiếu. Để thực hiện chức năng của mình, Quốc hội thành lập nên các cơ quan, trong đó, Ủy ban Thường vụ được coi là "cánh tay phải" của Quốc hội.
Lào là một nước thuộc hệ thống đơn đảng. Nghĩa là chỉ có một đảng chính trị duy nhất là Đảng Nhân dân Cách mạng Lào mới được pháp luật công nhận nắm giữ quyền lực thực tế. Hầu hết các hoạt động của Quốc hội chỉ đơn giản là thông qua các quyết định của đảng, nhưng có những nỗ lực được thực hiện để tăng thêm năng lực của các thành viên, đồng thời tăng cường việc xây dựng pháp luật, giám sát và khả năng đại diện của họ.

## Quyền hạn
Điều 53 Hiến pháp Lào quy định quyền và nhiệm vụ của Quốc hội:
1. Soạn, thông qua hoặc sửa đổi Hiến pháp;
2. Xem xét, thông qua, sửa đổi hoặc bãi bỏ Luật;
3. Xem xét và thông qua các quyết định, sửa đổi hoặc bác bỏ các loại thuế;
4. Xem xét và thông qua cá kế hoạch chiến lược phát triển kinh tế-xã hội và ngân sách Quốc gia;
5. Bầu hoặc bãi nhiệm Chủ tịch, Phó Chủ tịch Quốc hội và các thành viên của Ủy ban Thường vụ Quốc hội;
6. Bầu hoặc bãi nhiệm Chủ tịch, Phó Chủ tịch nước dựa theo đề nghị của Ủy ban Thường vụ Quốc hội;
7. Xem xét và thông qua các quyết định bổ nhiệm hoặc bãi nhiệm Thủ tướng Chính phủ dựa theo đề nghị của Chủ tịch nước, và xem xét thông qua cơ quan tổ chức của Chính phủ và thông qua sự thuyên chuyển hoặc bãi nhiệm thành viên Chính phủ theo đề nghị của Thủ tướng;
8. Bầu và bãi nhiệm Chánh án Tòa án Nhân dân Tối cao và Viện trưởng Viện Kiểm sát Tối cao theo đề nghị của Chủ tịch nước;
9. Quyết định thành lập hoặc giải tán Bộ, cơ quan ngang Bộ, Tỉnh và Thành phố, và quyết định ranh giới của tỉnh hoặc thành phố theo đề nghị của Thủ tướng;
10. Quyết định và cấp lệnh ân xá;
11. Quyết định phê chuẩn Hiệp định và hiệp ước với quốc gia bên ngoài theo đúng luật định;
12. Quyết định việc tuyên chiến hoặc hòa bình;
13. Giám sát tuân thủ và thi hành Hiến pháp và pháp luật;
14. Thi hành và thực hiện quyền thông qua pháp luật;

Luật định được Quốc hội ban hành phải được Chủ tịch nước ký quyết định thông qua trong vòng 30 ngày. Trong thời gian này Chủ tịch nước có quyền yêu cầu Quốc hội xem xét lại. Nếu Quốc hội vẫn quyết định giữ nguyên như theo ban đầu thì Chủ tịch nước phải ký quyết định trong vòng 15 ngày. 

## Đại biểu
Đại biểu Quốc hội có thể chất vấn Thủ tướng hoặc các thành viên khác của Chính phủ, Chánh án Tòa án Tối cao và Viện trưởng Viện Kiểm sát Tối cao. Người chất vần buộc phải chất vấn tại phiên họp Quốc hội bằng lời nói hoặc văn bản.
Đại biểu Quốc hội sẽ không bị truy tố hoặc giam giữ nếu như chưa có sự phê chuẩn của Quốc hội, hoặc Ủy ban Thường vụ Quốc hội nếu Quốc hội không nhóm họp.
Trong trường hợp ngẫu nhiên hay cấp bách cơ quan giam giữ đại biểu phải thông báo ngay với Quốc hội, hoặc Ủy ban Thường vụ Quốc hội nếu Quốc hội không nhóm họp xem xét và quyết định. Việc điều tra không thể ngăn cản việc tham dự phiên họp của đại biểu. 

## Nhiệm kỳ
Nhiệm kỳ của Quốc hội là 5 năm, thành viên của Quốc hội do công dân Lào bầu ra dựa theo pháp luật.
Cuộc bầu cử Quốc hội mới được tổ chức trước 60 ngày Quốc hội hiện tại hết nhiệm kỳ. Trong thời gian chiến tranh hoặc trong hoàn cảnh không bầu được Quốc hội khóa mới, Quốc hội hiện tại có quyền kéo dài nhiệm kỳ hiện tại thêm 6 tháng.
Nếu thấy cần thiết với 2/3 số thành viên Quốc hội tán thành, Quốc hội hiện tại sẽ kết thúc nhiệm kỳ sớm và tổ chức cuộc bầu cử mới.

## Phiên họp
Quốc hội Lào gồm có 3 phiên họp:
- Phiên họp khai mạc
- Phiên họp thường kỳ
- Phiên họp bất thường

Quốc hội nhóm họp định kỳ 2 lần 1 năm theo quyết định của Ủy ban Thường vụ Quốc hội. Ủy ban Thường vụ Quốc hội có thể triệu tập phiên họp bất thường nếu thấy cần thiết.
Kỳ họp Quốc hội sẽ được triệp tập với 1/2 số thành viên Quốc hội, các quyết định được coi là hợp lệ với 1/2 số thành viên nhọm họp trừ những quyết định quan trọng về nhiệm kỳ Quốc hội, bầu hoặc bãi nhiệm Chủ tịch nước.

### Phiên họp khai mạc
Phiên khai mạc của Quốc hội được triệu tập  trước sáu mươi ngày ngay khi Quốc hội mới được bầu. Chủ tịch Quốc hội trước đây chủ trì và hướng dẫn phiên khai mạc cho đến khi Chủ tịch Quốc hội mới được bầu.

### Phiên họp thường kỳ
Quốc hội triệu tập phiên họp thường kỳ hai lần một năm. Phiên họp thường kỳ đầu tiên, diễn ra vào cuối năm tài chính giữa tháng 6 và tháng 7 và phiên họp thứ hai thường diễn ra vào đầu năm tài chính giữa tháng 11 và tháng 12, đều do Ủy ban Thường vụ Quốc hội triệu tập

### Phiên họp bất thường
Phiên họp Quốc hội bất thường có thể được triệu tập giữa hai kỳ họp thường kỳ của Quốc hội để xem xét, quyết định các vấn đề quan trọng và cần thiết khi xác định bởi Uỷ ban thường vụ Quốc hội hoặc theo đề nghị của Chủ tịch nước, Thủ tướng hoặc ít nhất một phần tư tổng số thành viên của Quốc hội.

## Ủy ban
Ủy ban Quốc hội của Quốc hội Lào hiện có 9 ủy ban gồm:
- Ủy ban Pháp luật
- Ủy ban Kinh tế, Công nghệ và Môi trường
- Ủy ban Kế hoạch, Tài chính và Kiểm toán
- Ủy ban Văn hóa xã hội
- Ủy ban Dân tộc
- Ủy ban Quốc phòng và an ninh
- Ủy ban Tư pháp
- Ủy ban Đối ngoại
- Ủy ban Ủy ban các vấn đề đại biểu Quốc hội

Trong trường hợp cần thiết thì Quốc hội có thể thành lập thêm một số ủy ban theo yêu cầu của Ủy ban Thường vụ Quốc hội.

## Ủy ban Thường vụ Quốc hội
Ủy ban Thường vụ Quốc hội là cơ quan thường trực của Quốc hội, có thể thực hiện nhiệm vụ thay mặt Quốc hội trong thời gian Quốc hội không nhóm họp
Ủy ban Thường vụ Quốc hội có quyền và nhiệm vụ sau:
1. Chuẩn bị phiên họp của Quốc hội và đảm bảo Quốc hội triển khai công việc theo kế hoạch;
2. Giải thích các điều khoản của Hiến pháp và Luật;
3. Giám sát cơ quan hành pháp, tòa án Nhân dân và viện kiểm soát trong thời gian Quốc hội không nhóm họp;
4. Thông qua, luân chuyển hoặc bãi nhiệm thẩm phán tòa án các cấp và tòa án quân sự;
5. Triệu tập phiên họp Quốc hội;
6. Thi hành và thực hiện quyền thông qua pháp luật;

## Chủ tịch Quốc hội
Chủ tịch Quốc hội được Quốc hội bầu, và là Chủ tịch của Ủy ban Thường vụ Quốc hội. 
| Tên gọi                | Giữ chức             | Rời chức             | Đảng phái                   |
| ---------------------- | -------------------- | -------------------- | --------------------------- |
| Samane Vignaket        | 1993                 | 2006                 | Đảng Nhân dân Cách mạng Lào |
| Thongsing Thammavong   | 8 tháng 6 năm 2006   | 23 tháng 12 năm 2010 | Đảng Nhân dân Cách mạng Lào |
| Pany Yathotou          | 23 tháng 12 năm 2010 | 22 tháng 3 năm 2021  | Đảng Nhân dân Cách mạng Lào |
| Xaysomphone Phomvihane | 22 tháng 3 năm 2021  | nay                  | Đảng Nhân dân Cách mạng Lào |

## Chủ tịch Hội đồng Nhân dân Tối cao
| Tên gọi                             | Giữ chức | Rời chức | Đảng phái                   |
| ----------------------------------- | -------- | -------- | --------------------------- |
| Hoàng thân Souphanouvong            | 1975     | 1989     | Đảng Nhân dân Cách mạng Lào |
| Sisomphon Lovansay (Quyền Chủ tịch) | 1986     | 1989     | Đảng Nhân dân Cách mạng Lào |
| Nouhak Phoumsavanh                  | 1989     | 1992     | Đảng Nhân dân Cách mạng Lào |